# 慰霊の日

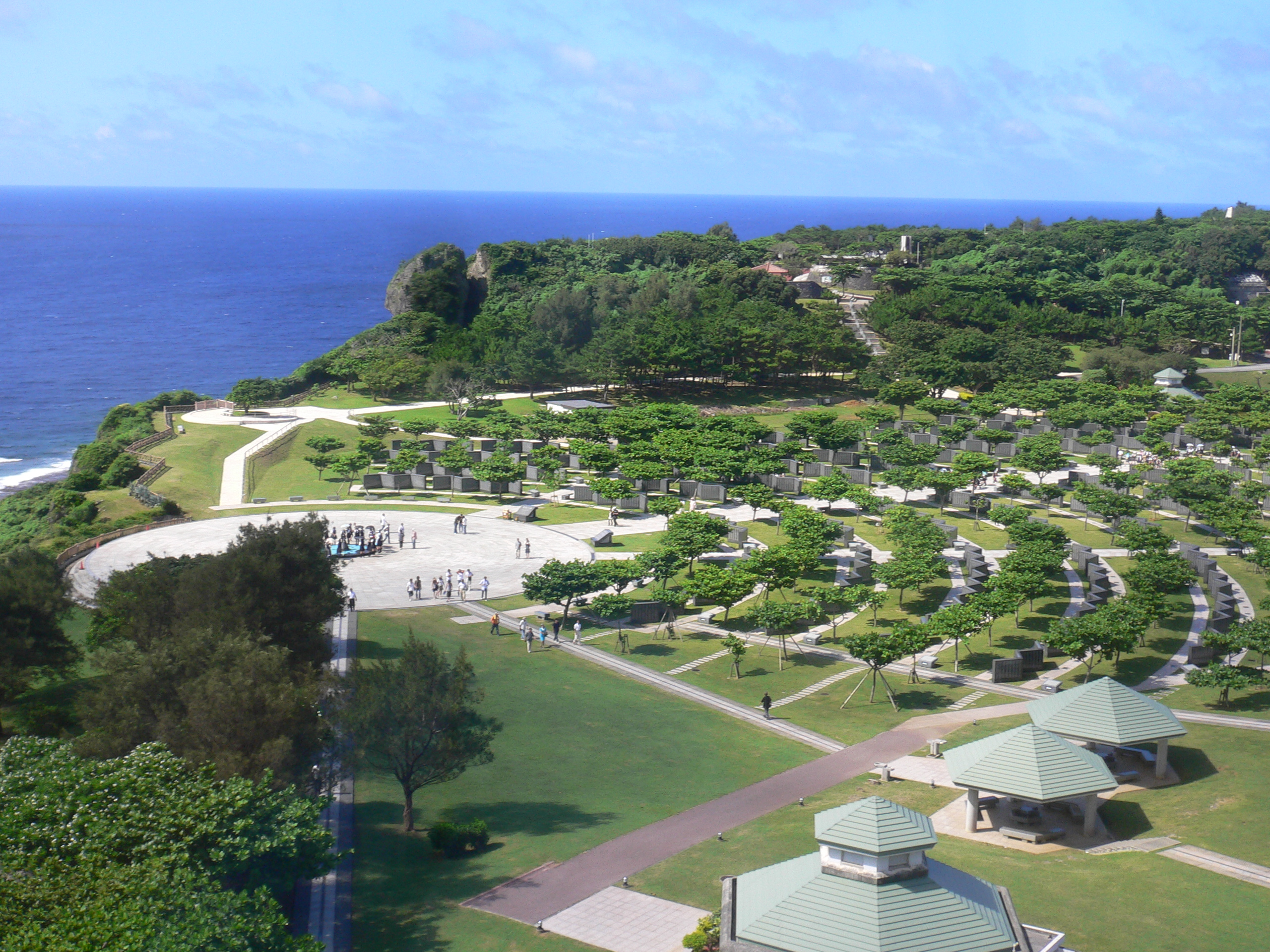
平和の礎

慰霊の日（いれいのひ）は、沖縄県が制定している記念日で、日付は6月23日である。沖縄戦等の戦没者を追悼する日と定められている。沖縄慰霊の日とも呼ばれる。
沖縄県および沖縄県内の市町村の機関の休日でもある。

## 概要
第二次世界大戦が終結から16年経過した1961年（昭和36年）、沖縄戦没者慰霊奉賛会が「戦没者慰霊の日」を制定するよう琉球政府へ陳情し、陳情内容は「1945年6月23日に、第32軍司令官牛島満中将（後の大将）と長勇参謀長（後の中将）が自決し、旧大日本帝国陸軍司令部の機能が崩壊および全軍の組織ある防衛戦闘が終結し、玉砕に相当する」とされている。その後、琉球政府立法院で「住民の祝祭日に関する立法」が審議される過程で、23日ではなく22日を「慰霊の日」と制定。他の祝祭日（琉球政府創立記念日、国際親善の日、平和の日）と一緒に「住民の祝祭日に関する立法」を7月24日に公布、施行。休日扱いとなっていた。
1965年3月、第28回立法院議会で「住民の祝祭日に関する立法の一部を改正する立法案」が提出され、「慰霊の日」を変更審議の中で、行政法務委員会が再調査し、大蔵省官房調査課発行覚書終戦財政始末第七巻の記載事項等を元に審議し「慰霊の日」を現在の6月23日に改定した。沖縄返還以後は、1974年に制定された「沖縄県慰霊の日を定める条例」により、「我が県が、第二次世界大戦において多くの尊い生命、財産及び文化的遺産を失った冷厳な歴史的事実にかんがみ、これを厳粛に受けとめ、戦争による惨禍が再び起こることのないよう、人類普遍の願いである恒久の平和を希求するとともに戦没者の霊を慰めるため（条例第1条）」、6月23日を「慰霊の日」と定めている。後述の「全戦没者追悼式」の前夜祭や、追悼式当日の午前に催される平和祈願慰霊大行進も同様に行われる。
明仁上皇は昭和天皇が生前に行幸啓出来なかった沖縄慰霊に対して強い思い入れを持っており、1975年に沖縄へ初訪問した際に、本土の学校の教科書に沖縄の記述が少ないことを指摘した等のエピソードがある。1981年8月の「おことば」で明仁は「日本では、どうしても記憶しなければならないことが4つはあると思います。終戦記念日、広島の原爆の日、長崎の原爆の日、そして6月23日の沖縄の戦いの終結の日です」としている。この4つの日は「忘れてはならない4つの日」として今上天皇に代替わり後も、宮内庁のWebサイトに掲載されている。

### 制定日の経緯
以上のように琉球政府時代も6月22日から6月23日へと変更制定経緯がある。これについては、そもそも沖縄戦は1945年4月1日のアメリカ軍の沖縄本島上陸によって本格的に開始され、第32軍司令官牛島満大将（当時は中将）をはじめとする司令部が自決した日をもって組織的戦闘が終結したとされている。この自決した日については6月22日説と6月23日説があり、どちらが実際の日であるかは議論がある。その影響を受けて前述の変更制定に至っている。現在は前述の沖縄県慰霊の日を定める条例により慰霊の日を6月23日と定めている。
一方で、司令部が壊滅してもそれを知らされなかった兵士たちが抵抗を続けたため、散発的な戦闘は司令部自決の日以降も続いた。このため、慰霊の日を司令官自決の日と定めることに対して疑問を投げかける立場もある。たとえば沖縄市では、慰霊の日を公休日とする一方で、同年9月7日に降伏文書への調印が行なわれたことから、同日を「沖縄市民平和の日」（市民平和の日）と定めている。こちらは記念日扱いであり、公休日扱いとはなっていない。

## 沖縄全戦没者追悼式

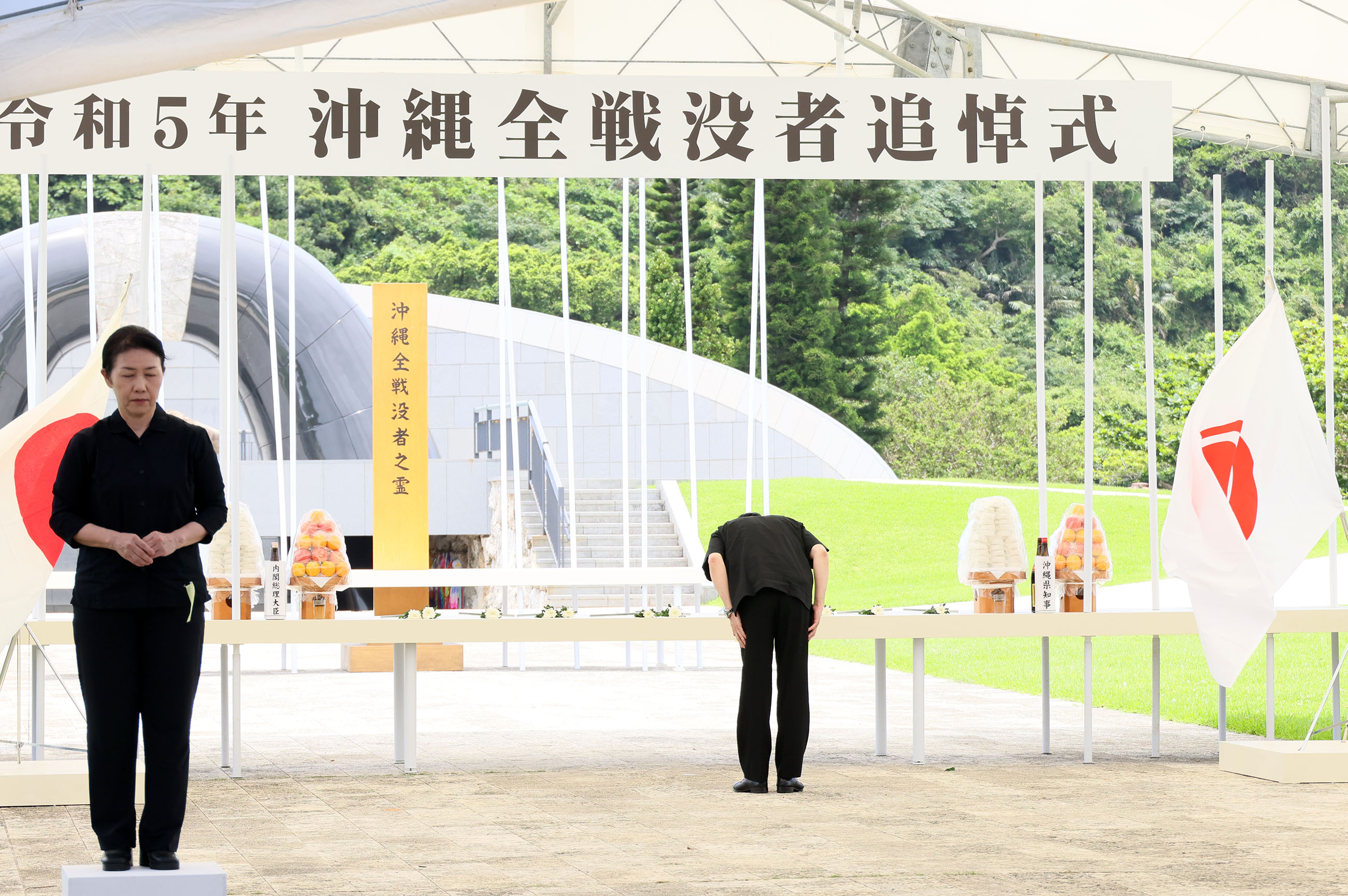
沖縄全戦没者追悼式の様子（2023年）

沖縄全戦没者追悼式（おきなわぜんせんぼつしゃついとうしき）は毎年、6月23日に糸満市摩文仁の沖縄平和祈念公園で行われる、沖縄戦等の戦没者を慰霊する式典である。

### 概要
前述の「沖縄慰霊の日」の沖縄県の休日制定に伴い、翌年の1962年から琉球政府が主催し、初年度から暫くは沖縄平和祈念公園内の摩文仁の丘で執り行っていた。後援が各市町村、沖縄遺族連合会、沖縄戦没者慰霊奉賛会、沖縄外地引揚者協会、沖縄傷痍軍人会、協賛に在沖の新聞社、民放テレビ・ラジオ局が連ねている。また、以前は追悼式の開始時間が16:00から17:00であった。
後に同公園敷地内に1978年（昭和53年）10月1日に建立された、同公園内の沖縄平和祈念堂にて当該の追悼式を催している。
また、追悼式当日は平和祈念公園内に所在する沖縄県平和祈念資料館やひめゆり平和祈念資料館の入館料が無料となる。

### 式次第

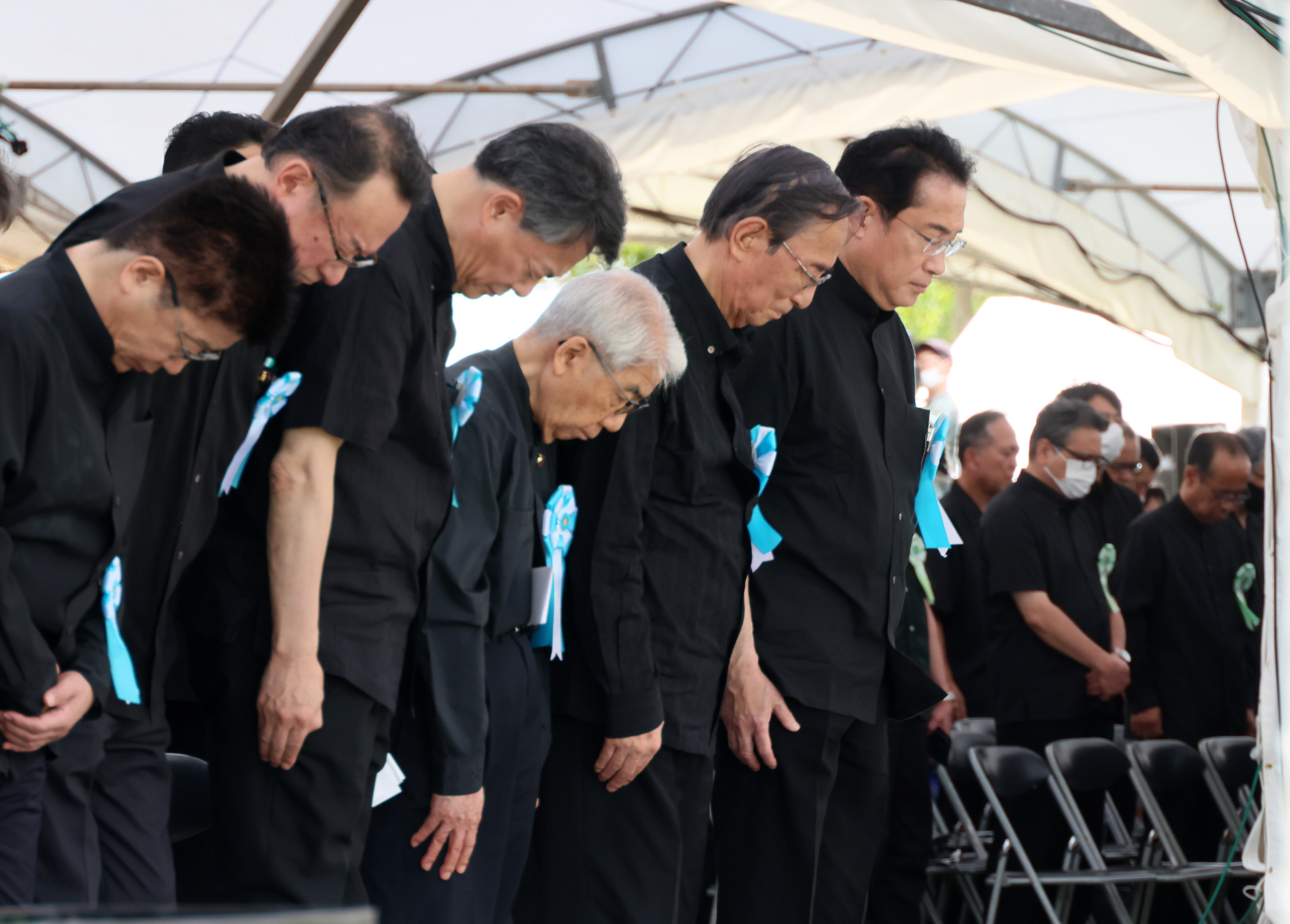
参列者の黙祷（2023年）

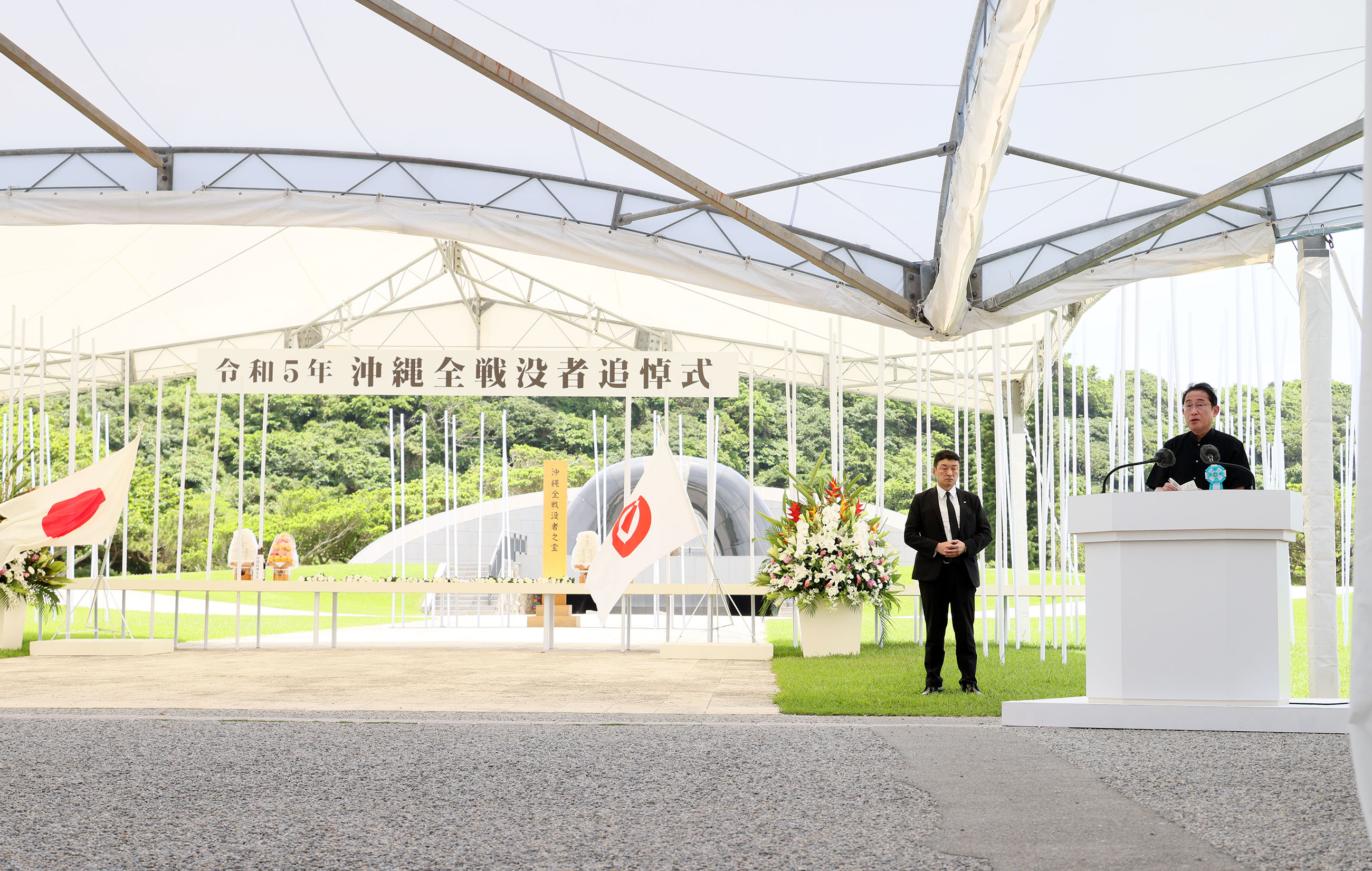
内閣総理大臣岸田文雄による来賓挨拶（2023年）

式典の流れは以下の通り
1. 開会の辞[注釈 4]
2. 式辞[注釈 5]
3. 黙祷
4. 追悼の言葉[注釈 6]
5. 献花[注釈 7]
6. 平和宣言[注釈 8]
7. 平和の詩の朗読[注釈 9]
8. 来賓挨拶[注釈 10]
9. 閉式の辞[注釈 11]

### 中継
全戦没者追悼式はNHK沖縄放送局のローカル編成で生中継されてきたが、2008年以降は正午のNHKニュースに続き、12時台の部が全国放送されている。在沖民放テレビ局はローカル編成であっても通常番組ネットを返上しての生中継はせず、夕方のローカルニュースでの特集扱いとなる。
このメディアの扱いに対し、上皇明仁は前述の皇太子時代に1981年8月のおことばで違和感を表明した。

#### テレビ
- NHK

NHK総合テレビでは11:35から九州7県8局ネットであったが、2020年は11:45から関連ドキュメンタリー番組である『私と沖縄戦「りゅうちぇる」』編成後、11:50から追悼式を生中継し、正午から『NHKニュース』全国パート内包後、全国向け生中継に戻る編成となっている。全国放送は平日は2018年は12:25開始、週末であった2019、20年は12:15開始となっている。
- 琉球放送

『JNNニュース』のローカルパートで慰霊の日のストレートニュースの中で中継。
- 沖縄テレビ

『FNN Live News days』のストレートニュース内で中継。翁長雄志県政以降、同局のYouTubeチャンネルにて生配信を実施している。
- 琉球朝日放送

ANNニュースのローカルパートである『ANNニュース&あすの空もよう』にて、慰霊の日のストレートニュースの中で中継。
- 日テレNEWS24

NNN系列局にて生放送。沖縄県域のNNN系列局は開局されていない。

#### ラジオ
- NHKラジオ第一放送

12:20から13:00まで生中継を全国放送。
- RBCiラジオ

報道特別番組「沖縄全戦没者追悼式 慰霊の日に平和を望む」を11:55から放送。

#### インターネット動画配信
- ニコニコ生放送やTHE PAGE、沖縄タイムスのYouTubeチャンネルにて生配信を実施している。また、琉球新報のYouTubeチャンネルでも録画扱いではあるが、撮って出しで配信している。

### 年表
- 1967年（昭和42年）与野党の国会議員らが、衆議院から5名[注釈 12]、参議院から4名[注釈 13]参列した。
- 1990年（平成2年）当時の内閣総理大臣海部俊樹が内閣総理大臣として初めて式典に出席[5]。以降、現職総理が参列するようになった。
- 2003年（平成15年）任期中来沖し、式典に参列していた当時の内閣総理大臣小泉純一郎は参列を見送った。
- 2020年（令和2年） 新型コロナウイルス感染症拡大防止のため、玉城デニー沖縄県知事は同年4月10日の定例記者会見で式典の規模縮小の意向を示し、5月15日の会見で参列者を例年の5000人規模から、知事や県議会議長のほか、遺族代表など県内在住者のみ16人の計160人に絞り、式典自体の所要時間を10分短縮する方針を示した[11]。また、安倍晋三内閣総理大臣の追悼式の出席を求めず[12]、小泉以来17年振りに内閣総理大臣の参列が見送られた。

### 式典に関する紆余曲折
2015年（平成27年）追悼式の最中、来賓挨拶に登壇した内閣総理大臣の安倍晋三が、当時、国会に集団的自衛権の限定的行使容認を明記した、安全保障関連法の審議中で安保法改正に反対する一般参列者から野次られる光景があった。このような野次列席者事案は、8月6日に執り行われた広島平和記念式典、3日後の長崎平和祈念式典でも発生し、以降各戦没者慰霊式典の恒例事象となり、2019年迄続いていたが、後述のコロナ禍での式典一般参列者縮小で収まった。また、同年、2016年当時県知事であった翁長雄志に対しても、普天間基地の周辺住民負担軽減に伴う、キャンプ・シュワブ移転工事に伴う埋立承認取消訴訟に関して、一般参列者から野次られた。
新型コロナウイルス感染症拡大防止のための「追悼式の規模縮小」に伴い、2020年5月15日の知事定例記者会見にて同公園敷地内の国立沖縄戦没者墓苑にて執り行う事を発表した。これに関し、遺族会は特別感情を表明していなかったに対し、琉球新報、沖縄タイムス両紙紙面に頻繁に登場する大学教授等が口々に「軍民の区別なく1個人として祀ってる平和の礎と、先の大戦で散った軍人を美化してる摩文仁の丘の都道府県の慰霊の塔が所在する国立沖縄戦没者墓苑での追悼式に違和感がある」、「天皇や国のために殉国死の追認である」と批判を展開し、平和祈念資料館の監修委員会メンバーであり、反基地活動家の沖縄国際大学名誉教授である石原昌家を筆頭に元沖教組委員長や写真家、ライターを含めた面々で「沖縄全戦没者追悼式のあり方を考える県民の会」を立ち上げた結果、3日後に知事が元の平和祈念堂に戻した経緯がある。

## 休日

### 経緯
前述の琉球政府の祝祭日の扱いについては、1972年の本土復帰前は、住民の祝祭日に関する立法（1961年立法第85号）に基づく公休日とされた。
しかし、1972年の本土復帰以降は日本本土の法律である国民の祝日に関する法律が適用され、住民の祝祭日に関する立法は廃止、これにより慰霊の日を含む琉球政府時代の独自の「住民の祝祭日」が、法令上の休日から除外されることになった。
そのため、1974年には沖縄県が沖縄県慰霊の日を定める条例（昭和49年10月21日条例第42号）として公布、これにより6月23日を慰霊の日として定め、その後、1991年に沖縄県および沖縄県内の市町村が地方自治法4条の2第2項3号に基づく各休日条例により慰霊の日をそれぞれの機関の休日と定めた。

### 適用
現在、沖縄県とその機関（県庁、県立学校・病院など）、沖縄県内の市町村とその機関（市役所、町村役場、市町村立学校・病院など）は、原則として休日扱いとなる。
法令上はあくまでも、地方公共団体に属する機関の休日であり、根拠となる条例において振替休日についての定めはないため、当該日（6月23日）の暦が日曜にあたっても翌日については振替休日にはならない。しかし、過去には教育機関によってその翌日も休日とする例も存在していた。
なお、道路標識の「休日」とは、国民の祝日に関する法律に規定する休日の事である。よって、慰霊の日はこの「休日」には含まれない。
沖縄県内に所在する国の機関（裁判所を含む）、一般民間企業、私立の学校や保育所、民間病院等においては休業日とするかどうかの対応は各企業や機関個別対応となっている。
国立大学である琉球大学や私立の沖縄大学や沖縄国際大学は、休日条例の適用を受けないが、学年暦にて当日の授業について休講としている。金融機関は全国規模で企業活動を行っているため、殆どが平日扱いである。公共交通機関についても平日ダイヤ・土曜ダイヤ・休日ダイヤのいずれとするかはまちまちである。自治体や学校等が休業する事から経由ルートを変更するところもある。

### 休日廃止論争
1980年代、日本本土では民間企業において、週休二日制（週五日制）導入が進み、1988年に改正された労働基準法第32条に伴う俗に言う「三六協定」を締結し、2020年4月時点では当たり前になっている、完全週休二日制の導入を押し進めるに辺り、それに合わせる形で地方自治法が一部改正された。地方公共団体の休日も国の機関と合わせる様、義務付けられたことを契機に1989年6月22日の沖縄県議会で「慰霊の日の休日廃止」を盛りこんだ「沖縄県の休日を定める条例」案が提出された。この条例案審議に対し、地元紙である沖縄タイムス、琉球新報共に紙面で連日大きく取り上げ、結果として県内世論で「法定休日がなくなれば、子や孫たちと一家そろって『慰霊祭』や『平和行進』に参加することも出来なくなる」、「地方の独自性を否定し、地方の文化や生活を踏みにじるものだ」等の反発が起こり、これに革新政党や先鋭的な労組である沖縄県職員労働組合、沖縄県教職員組合、遺族連合会、平和運動に加担する大学で研究する学者や弁護士等の法曹業界の人間も反対の声を上げ、県内各地でシンポジウムや集会が開かれる事態となった。
沖縄県議会では、当時沖縄県知事であった西銘順治はこうした反発に対して頑なに廃止を主張し、県議会議員は与野党共に県民感情に寄り添って「休日存続」で足並みを揃えたが、結局、議決されないまま持ち越され続けた。そして、1990年に県議会史上初めて、県知事提案に対し議会側が「廃案」とする事態にまで発展したが、西銘は「撤回する気はない」と対抗し、議論は平行線状態であった。しかし、前述の海部が県主催の「沖縄全戦没者追悼式」に歴代首相として初めて参列した事で、式典終了後の記者会見にて”特別措置”として、「従来通り県職員の休日として存続できるよう検討する」と明言した事で、西銘はそれまでの態度を翻して「休日存続」へ方針転換。上京して奥田敬和自治大臣への要請に赴いた。その後、同年11月に執り行われた沖縄県知事選挙で、この件とは違う政治課題が争点になってしまったが、革新系で琉球大学名誉教授の大田昌秀が当選し、翌1991年の国会本会議にて地方自治法4条の2第1項及び4条3項が改正された事で、県庁も条例を改正し、それまで通り慰霊の日は沖縄県とその機関（県庁、県立学校、病院等）、県内の市町村とその機関（市役所、町村役場、市町村立学校、病院等）は休日となった。また、民間企業については、県内の地場企業は県内の役所に準じて休日とする企業も多いが、本土系や外資系の企業は休日とはせず通常通りの勤務日となっている。

## その他
第24回参議院議員通常選挙は2016年6月23日に公示の予定であったが、慰霊の日と重なることから1日前倒しし、6月22日に公示された。同様の理由で、第26回参議院議員通常選挙も1日前倒しの2022年6月22日に公示された。